# 사토자키 도모야
사토자키 도모야(일본어: 里崎 智也, 1976년 5월 20일 ~ )는 일본의 전 프로 야구 선수이다.

## 인물

### 프로 입단 전
도쿠시마현 나루토시 출신으로 데이쿄 대학을 졸업하고 프로 야구 드래프트 회의에서 지바 롯데 마린스로부터 2순위로 지명돼 입단했다.

### 프로 입단 후

#### 1999년 ~ 2001년
입단 1년 차인 1999년 8월에는 왼쪽 손목에 골절상을 입어 두 차례 수술을 받은 후 약 2년 간의 재활 훈련을 경험하는 등 입단 이후부터 부상 슬럼프에 빠졌다. 2001년에는 2군 올스타전인 프레시 올스타 게임에서 1홈런 3타점을 기록하여 맹활약한 공로로 MVP에 선정되었다.

#### 2002년
시미즈 마사우미를 대신하는 주전 포수의 자리를 놓고 하시모토 다스쿠 등과 포지션 경쟁을 하여 개막 이후부터 잠시 포수를 맡아 기대되고 있었지만 그 해에도 뚜렷한 결과를 남길 수 없었다.

#### 2003년
이듬해 5월 4일, 후쿠오카 다이에 호크스와의 연장 11회초에 3대 3 동점인 상황에서 지바 롯데 감독인 야마모토 고지는 시미즈 마사우미의 대타인 이노우에 준을 내보낸다. 그러나 이후 다이에 감독인 오 사다하루가 좌완 투수인 와타나베 마사카즈를 등판시켰으며, 야마모토 감독은 사토자키를 대타로 내보냈다. 여기서 사토자키는 훌륭한 기대에 부응해 결승 3루타를 때렸다. 경기 전날에는 조모가 사망하면서 조모의 영결식을 불참해서까지의 출전이었던(원래는 상고가 인정된다) 사토자키는 이 경기에 수훈 선수로 선정되면서 경기 직후에 가진 히어로 인터뷰 도중 끝내 눈물을 흘렸으며 그 후 위닝 볼은 조모의 묘소에다 바칠 수 있었다. 그 이후 규정 타석을 채우지는 못했지만 타율 3할 1푼 9리, 홈런 8개의 성적을 남기는 등 1군에서의 모든 활약을 완수했다. 이 사건을 계기로 2005년 이후 리그를 대표하는 간판 포수로 군림하게 된다.

#### 2004년
지바 롯데의 신임 감독 바비 밸런타인이 취임한 2004년에는 주전 포수의 자리가 확실시되었지만 4월에는 왼쪽 무릎에 부상을 당하면서 수술했기 때문에 출전 경기 수는 61경기에 머물렀다.

#### 2005년
이듬 해인 하시모토 다스쿠와의 병용으로 활약하는 등 기본적으로 상대편 선발 투수가 좌완 투수일 경우에는 사토자키, 우완 투수가 등판할 경우에는 하시모토라고 하는 형태였지만 우완 투수가 선발인 경우에서도 출전하기도 했다. 4월 27일의 세이부 라이온스전에서는 데뷔 이후 처음으로 4번 타자로 발탁되었다. 10월 17일의 플레이오프(제2 스테이지)인 후쿠오카 소프트뱅크 호크스와의 5차전(후쿠오카 Yahoo! JAPAN 돔)에서 8회초에 1대 2의 1점 차로 뒤진 상황에서 역전 2루타를 때려내 팀을 31년 만의 리그 우승을 이끌었다. 그 후 일본 시리즈에서도 센트럴 리그 우승 팀인 한신 타이거스와 상대하면서 활약을 하는 등 팀의 일본 시리즈 우승에 기여했다.

#### 2006년
월드 베이스볼 클래식 일본 국가 대표팀 선수로 발탁돼 출전하여 포수로서 팀의 우승에 기여하는 등 22타수 9안타, 타율 4할 9리, 1홈런, 5타점을 기록해 럭키 보이로서 지명도를 올렸고 대회의 우수 선수(포수 부문)로 선정되는 활약을 했다. 4월 26일에는 월드 베이스볼 클래식에서의 활약을 인정받아 그의 출신지인 도쿠시마 현으로부터 특별 공로상을 수상했다. 5월 2일의 후쿠오카 소프트뱅크전에서는 전년도에 팀 동료였던 와타나베 슌스케가 기록한 일본 기록 타이인 5타석 연속 삼진을 기록했는데 여섯번째 타석에서 안타를 때려내는 등 불명예 기록 경신은 피할 수 있었다. 또 올스타전에서는 처음으로 팬 투표(포수 부문)에서 선정되어(2005년에는 감독 추천으로 출전) 고교 시절 단 한 개의 안타를 칠 수 없었던 같은 출신지의 선수인 가와카미 겐신으로부터 첫 안타가 되는 솔로 홈런을 때려냈다. 그 해에는 하시모토 다스쿠의 부상과 부진도 있어 정포수 자리를 차지했다. 구단으로서는 1985년의 하카마다 히데토시가 기록한 이후 21년 만에 규정 타석을 채웠고(구단 이름이 지바 롯데 마린스로 변경되고 나서는 처음) 골든 글러브상과 베스트 나인을 동시에 선정되었다.

#### 2007년
2007년부터는 밸런타인 감독에 의해 주장으로 임명되었다. 그 해에도 규정 타석을 채우면서 팀내에서 가장 높은 75타점을 기록해 클라이맥스 시리즈에서도 활약을 했다. 그리고 2년 연속으로 골든 글러브상과 베스트 나인을 동시에 수상했고 베이징 올림픽 아시아 지역 예선 일본 대표팀 선수로 발탁되어 타이완에서 열린 최종 예선전인 3차전 중화민국 대표팀과의 경기에 선발로 출전했다.

#### 2008년
전반기에서 이미 부상을 당해 팀 전력에서 이탈했고 정확히 같은 시기에 다른 포수들도 부진을 면치 못했기 때문에 사토자키가 없는 동안에 팀은 크게 침체되었다. 복귀 이후에도 부상의 영향 때문에 타격으로 완전 부활을 이룬 하시모토 다스쿠와는 대조적으로 타율도 급격히 떨어지는 등 규정 타석에는 채우지 못했다.

#### 2009년
타율은 떨어졌지만 하시모토의 부진도 있어 주전 포수 자리에 복귀하는 등 다시 규정 타석을 채워 리그 상위인 도루 저지율 3할 8푼 2리를 기록했다.

#### 2010년
본인의 타격 부진이나 마토바 나오키의 높은 평가도 있어 출전 기회가 전년도부터 줄어들었지만 클라이맥스 시리즈의 세이부전에서는 10할대 타율을 기록했다. 수비에서는 도루 저지율이 전년도 38%에서 17%로 급락했다.

## 에피소드

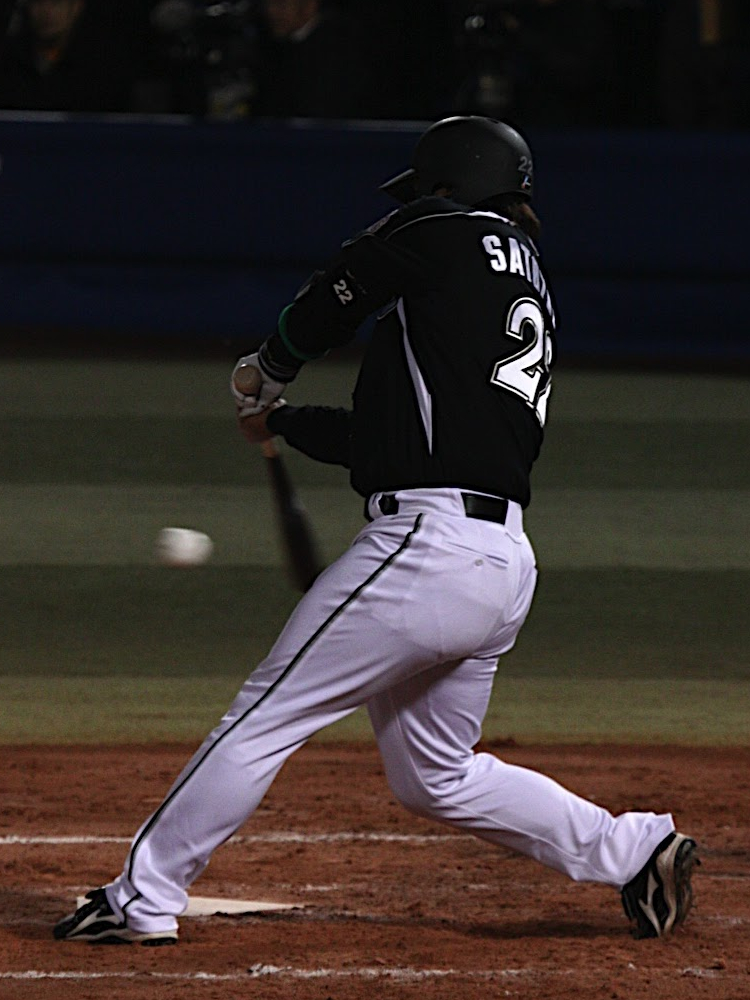
타석에서 스윙하고 있는 사토자키(2010년)

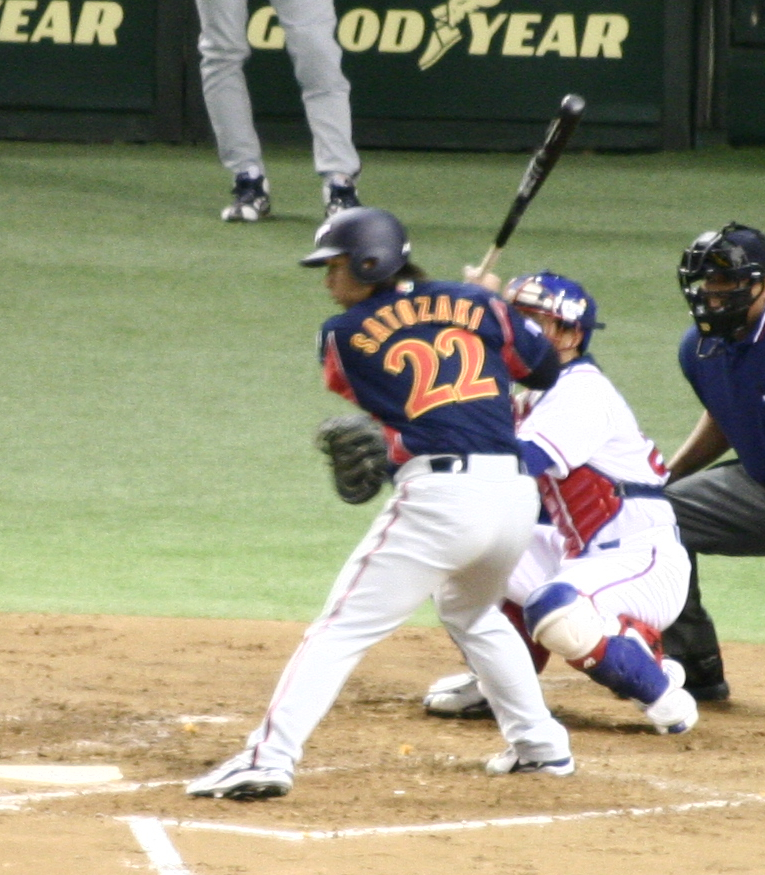
2006년 월드 베이스볼 클래식 대표팀 시절의 사토자키

- 성격은 항상 긍정적이며 눈에 띄는 것을 좋아한다.
- 코의 바로 밑에 있는 큰 점이 그의 트레이드 마크이다. 본인도 가장 마음에 드는 것으로 긴장했을 때에는 그것에 손을 대는 등 침착함도 있다.
- 교류전에서는 2005년부터 3년 연속 만루 홈런을 때려냈다. 그것도 2006년, 2007년에는 빗속에서 진행된 메이지 진구 야구장에서의 투 아웃 상황에 역전 만루 홈런이었다. 히어로 인터뷰에서도 이 점에 대해 언급하면서 “특히 비가 내리는 만루의 진구 구장은 재수가 좋은 것 같습니다”라고 발언했다. 2008년 인터 리그전에서는 만루 홈런이 없었지만 정규 시즌에서의 만루 홈런을 때린 경기가 있어 4년 연속으로 만루 홈런을 기록했다. 2008년 시즌 종료 기준으로 현재 구단에서 4년 연속으로 만루 홈런을 때린 선수는 사토자키가 유일하다.

## 출신 학교
- 나루토 공업고등학교
- 데이쿄 대학

## 선수 경력
프로팀 경력
- 지바 롯데 마린스(1999년 ~ 2014년)

국가 대표 경력
- 월드 베이스볼 클래식 일본 국가대표팀(2006년)
- 베이징 올림픽 일본 국가대표팀(2008년)

## 수상·타이틀 경력
- 베스트 나인 : 2회(2006년, 2007년)
- 골든 글러브상 : 2회(2006년, 2007년)
- 퍼시픽 리그 클라이맥스 시리즈 제2 스테이지 감투상 : 1회(2007년)
- 퍼시픽 리그 클라이맥스 시리즈 퍼스트 스테이지 MVP : 1회(2010년)
- 프레시 올스타 게임 MVP(2001년)
- 최우수 배터리상 : 2회(2005년 : 와타나베 슌스케, 2007년 : 나루세 요시히사)[2]
- 월드 베이스볼 클래식 우수 선수(2006년) ※포수 부문.

## 개인 기록

### 첫 기록
- 첫 출장·첫 선발 출장 : 2000년 4월 6일, 대 세이부 라이온스 2차전(지바 마린 스타디움)
- 첫 안타·첫 타점 : 상동
- 첫 홈런 : 2002년 4월 3일, 대 후쿠오카 다이에 호크스 3차전(후쿠오카 돔)
- 첫 도루 : 2005년 8월 17일, 대 세이부 라이온스 15차전(인보이스 세이부 돔)

### 기타
- 올스타전 출장 : 3회(2005년, 2006년, 2009년)

## 등번호
- 22(2000년 ~ 2014년)

## 통산 성적

### 연도별 타격 성적
| 연도        | 소속        | 경 기 | 타 석 | 타 수 | 득 점 | 안 타 | 2 루 타 | 3 루 타 | 홈 런 | 루 타 | 타 점 | 도 루 | 도루 실패 | 희생 번트 | 희생 플라이 | 볼 넷 | 고의 사구 | 死 구 | 삼 진 | 병 살 타 | 타 율 | 출 루 율 | 장 타 율 | O P S |
| ----------- | ----------- | ----- | ----- | ----- | ----- | ----- | ------- | ------- | ----- | ----- | ----- | ----- | --------- | --------- | ----------- | ----- | --------- | ----- | ----- | -------- | ----- | -------- | -------- | ----- |
| 2000년      | 지바 롯데   | 4     | 7     | 7     | 2     | 3     | 2       | 0       | 0     | 5     | 1     | 0     | 0         | 0         | 0           | 0     | 0         | 0     | 2     | 1        | .429  | .429     | .714     | 1.143 |
| 2001년      | 지바 롯데   | 9     | 19    | 18    | 0     | 5     | 0       | 1       | 0     | 7     | 5     | 0     | 0         | 0         | 0           | 1     | 0         | 0     | 6     | 0        | .278  | .316     | .389     | .705  |
| 2002년      | 지바 롯데   | 12    | 25    | 23    | 1     | 1     | 0       | 0       | 1     | 4     | 1     | 0     | 0         | 0         | 0           | 2     | 0         | 0     | 9     | 0        | .043  | .120     | .174     | .294  |
| 2003년      | 지바 롯데   | 78    | 253   | 213   | 28    | 68    | 13      | 2       | 8     | 109   | 39    | 0     | 1         | 6         | 5           | 22    | 2         | 7     | 45    | 4        | .319  | .393     | .512     | .904  |
| 2004년      | 지바 롯데   | 61    | 195   | 174   | 20    | 37    | 7       | 0       | 6     | 62    | 19    | 0     | 0         | 3         | 1           | 17    | 1         | 0     | 41    | 3        | .213  | .281     | .356     | .638  |
| 2005년      | 지바 롯데   | 94    | 333   | 297   | 40    | 90    | 19      | 2       | 10    | 143   | 52    | 1     | 0         | 6         | 2           | 25    | 0         | 3     | 74    | 7        | .303  | .361     | .481     | .842  |
| 2006년      | 지바 롯데   | 116   | 449   | 382   | 50    | 101   | 23      | 1       | 17    | 177   | 56    | 2     | 1         | 8         | 5           | 45    | 3         | 9     | 95    | 7        | .264  | .351     | .463     | .815  |
| 2007년      | 지바 롯데   | 127   | 528   | 477   | 56    | 129   | 27      | 3       | 14    | 204   | 75    | 1     | 0         | 4         | 6           | 36    | 1         | 5     | 109   | 4        | .270  | .324     | .428     | .752  |
| 2008년      | 지바 롯데   | 92    | 381   | 330   | 54    | 86    | 8       | 0       | 15    | 139   | 45    | 1     | 1         | 2         | 2           | 44    | 2         | 3     | 92    | 8        | .261  | .351     | .421     | .772  |
| 2009년      | 지바 롯데   | 124   | 479   | 414   | 39    | 97    | 22      | 1       | 10    | 151   | 49    | 0     | 2         | 5         | 5           | 49    | 2         | 6     | 121   | 7        | .234  | .365     | .321     | .685  |
| 2010년      | 지바 롯데   | 78    | 295   | 247   | 40    | 65    | 10      | 0       | 10    | 105   | 29    | 1     | 0         | 2         | 1           | 40    | 1         | 5     | 91    | 8        | .263  | .375     | .425     | .800  |
| 2011년      | 지바 롯데   | 109   | 397   | 338   | 28    | 75    | 8       | 1       | 5     | 100   | 25    | 0     | 1         | 12        | 4           | 40    | 0         | 3     | 91    | 7        | .222  | .306     | .296     | .606  |
| 2012년      | 지바 롯데   | 120   | 439   | 385   | 35    | 94    | 12      | 0       | 9     | 133   | 41    | 0     | 1         | 14        | 3           | 33    | 0         | 4     | 80    | 11       | .244  | .298     | .345     | .643  |
| 통산 : 13년 | 통산 : 13년 | 1024  | 3800  | 3305  | 393   | 851   | 151     | 11      | 105   | 1339  | 437   | 6     | 7         | 62        | 34          | 354   | 12        | 45    | 856   | 67       | .257  | .329     | .405     | .734  |

- 2012년 기준.